# Peperomia floribunda
Peperomia floribunda là một loài thực vật có hoa trong họ Hồ tiêu. Loài này được (Miq.) Dahlst. miêu tả khoa học đầu tiên năm 1900.